# Comet (programmazione)
Comet è un linguaggio di programmazione industriale ideato da Pascal Van Hentenryck della Brown University usato per risolvere complessi problemi di ottimizzazione combinatoria in settori come l'allocazione e la pianificazione delle risorse.

## Componenti
Il linguaggio Comet è composto da 2 componenti:
- un modello di alto livello che descrive le applicazioni in termini di vincoli, combinatori di vincoli e funzioni oggettive.
- una procedura di ricerca espressa in termini di modello ad alto livello d'astrazione.

La sua API consente l'utilizzo di Comet come libreria software, Comet presenta anche astrazioni di alto livello per elaborazione parallela e distribuita, basata su pianificazione di loop, interruzioni e work stealing.

## Fonti
https://web.archive.org/web/20120723121035/http://dynadec.com/technology/